# Дюкенуа, Жером Младший
Жеро́м Дюкенуа́ Младший, Иеро́нимус Дюкенуа́ Младший (фр. Jérôme Duquesnoy le Jeune, нидерл. Hiëronymus Duquesnoy de Jonge; 1602, Брюссель — 28 сентября 1654, Гент) — фламандский скульптор и архитектор. Сын брабантского скульптора Жерома Дюкенуа Старшего и брат скульптора Франсуа Дюкенуа.

## Биография
Жером Дюкенуа Младший обучался скульптуре в Брюсселе в мастерской отца. В 1618 или 1621 году направился продолжать обучение в Рим, где к тому моменту уже находился его старший брат Франсуа, под руководством которого он некоторое время работал, специализируясь на резьбе по дереву, слоновой кости, мрамору.
Далее в жизни Жерома Дюкенуа Младшего наступил малоизученный период. Известно, что в это время в Рим прибыл фламандский живописец Антонис Ван Дейк, который активно общался с братьями и даже рисовал портреты обоих: Франсуа — в виде мужественного героя, держащего в руке отрубленную голову фавна, а Жерома — в виде современного ему юноши. В конце этого периода Ван Дейк уехал в Нидерланды, а Жером после ссоры с братом, по-видимому, отправился в Мадрид, несколько лет работал при дворе короля Испании Филиппа IV.
В 1641 году возвратился в Италию. Девять месяцев он провёл во Флоренции, где жил у одного из своих земляков, брюссельского ювелира Андре Гизеля. В 1642 году получил известие о серьёзной болезни брата и тотчас отправился в Рим. По прибытии узнал от врачей, что те советуют брату покинуть Рим из-за неподходящего климата. Братья отправились домой, в Нидерланды. По другим данным, братья отправились в Париж, где Франсуа имел шанс получить должность при только что созданной Королевской академии живописи и скульптуры. В любом случае, доехать удалось только до Ливорно, где они вынуждены задержаться из-за ухудшения состояния Франсуа. 19 июля 1643 старший брат Жерома умер в Ливорно. Жером отправился на родину в одиночестве.
По прибытии в Брюссель Жером стал собственником рисунков и эскизов произведений старшего брата. Он приобрёл славу лучшего скульптора испанских Нидерландов. Дюкенуа был завален заказами и успешно трудился в течение нескольких лет.
С 1651 года Жером занимался украшением сооружающегося в Соборе Святого Бавона в Генте надгробия архиепископа Антония Триста. 6 июля 1654 года он прибыл в Гент, где в течение нескольких недель трудился над этим заказом.
Однако в конце августа скульптор был арестован по обвинению в содомии: он якобы приглашал в свою мастерскую двух мальчиков (учеников или подмастерьев), с которыми производил развратные действия. Жером отрицал свою вину. На первых двух допросах (31 августа и 1 сентября 1654 года) он утверждал, что изучал руки и животы мальчиков с целью их дальнейшего изображения в скульптуре. 2 сентября он письменно обратился к королю Испании (которой в то время принадлежала часть территории современной Бельгии) с просьбой о защите. Несмотря на это, 3 сентября он был подвергнут пытке, в результате которой сознался во всех обвинениях. 10 сентября горожане из совета гентского бальи направили в государственный Тайный совет обвинительное заключение .
Несмотря на все попытки друзей Дюкенуа добиться его освобождения или хотя бы смягчения приговора, настроение Тайного совета оказалось не в его пользу. 22 сентября всё имущество Жерома было объявлено конфискованным в пользу испанского короля. 28 сентября гентский суд приговорил скульптора к казни, и в тот же день приговор был приведён в исполнение. Скульптор был привязан к столбу, удушен, а его тело было сожжено на зерновом рынке Гента.

## Особенности творчества
Жерома обычно считают менее оригинальным и новаторским скульптором, чем его брат Франсуа. Его талант подвергался сомнению на основании предположений, связанных с использованием в его собственной работе рисунков и эскизов, выполненных его старшим братом, и, в частности, проектов для бюста (ныне в Лувре в Париже) и надгробия архиепископа Триста. Умеренно барочные произведения старшего брата действительно всегда оставались для Жерома образцами. Тем не менее, в исторической перспективе очевидно, что Жером Младший наряду с Джусто Ле Куртом, Артусом Квеллинусом, Ромбаутом Паувелсом и Орфео Боселли способствовал распространению «итальянизирующего барочно-классицизирующего направления» скульптуры в Нидерландах.
Проект надгробия архиепископа Антония Триста подписан Жеромом, однако нет никаких документов, сообщающих о том, кто выполнил проект. Высокое качество исполнения привело к предположению, что старший брат сыграл главную (или даже единственную) роль в создании надгробия.
Одной из его самых успешных работ Жерома Младшего является мраморная статуя коленопреклоненной Святой Урсулы, размещённая в капелле Святой Урсулы церкви Нотр-Дам-дю-Саблон в Брюсселе.
В 1644—1646 годах Жером создал четыре больших статуи апостолов для нефа коллегиальной церкви Святых Михаила и Гудулы (апостолы Павел, Фома, Варфоломей и Матфей), а в 1653 году — скульптурную группу «Встреча Девы Марии и Святой Анны». В 1651 году, после смерти Жака Франкара Младшего, Жером был назначен придворным архитектором и скульптором. Как архитектор в период с 1651 по 1656 год он построил капеллу Нотр-Дам.

## Галерея

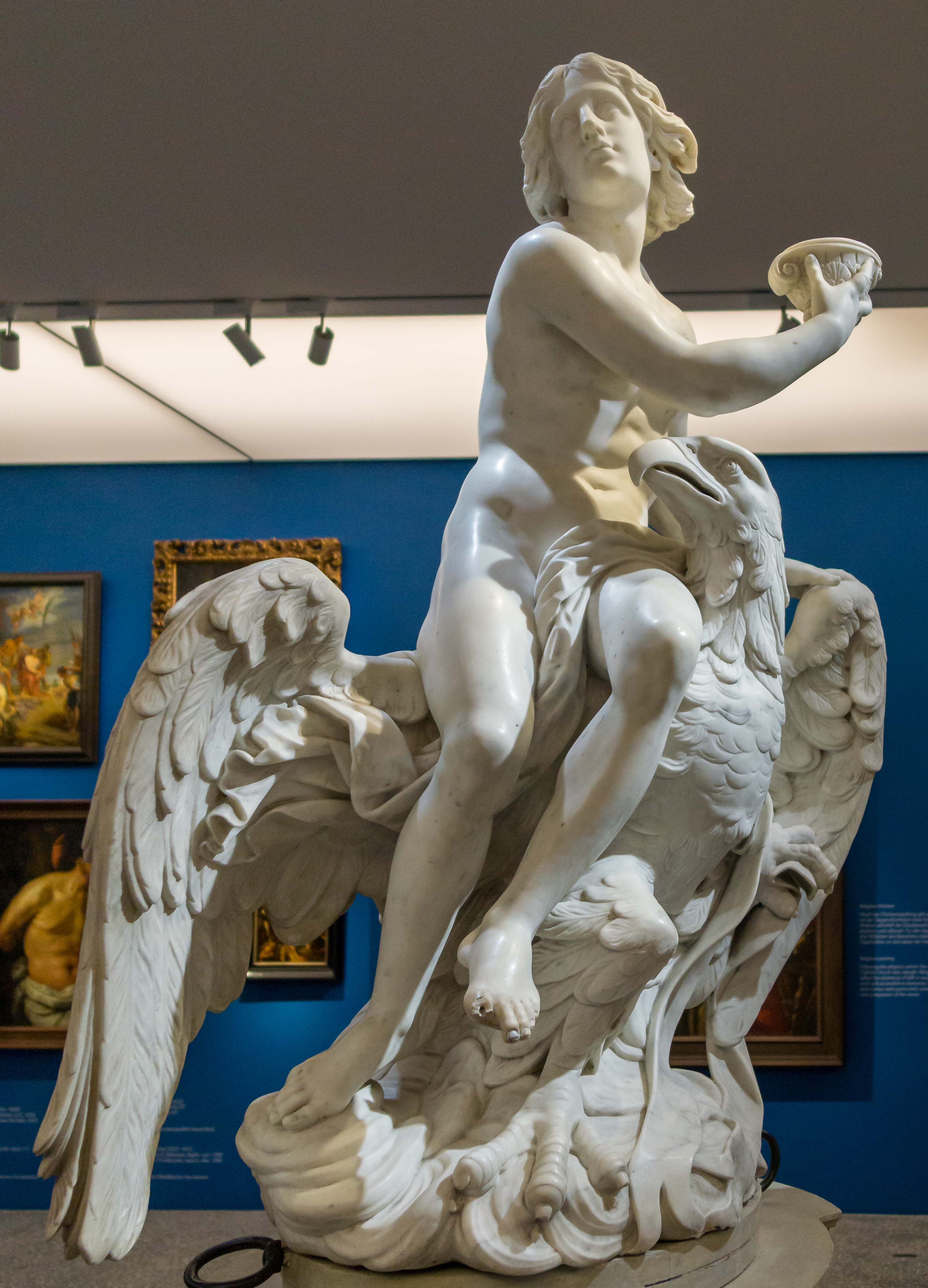
Ганимед и орёл Юпитера. Между 1650 и 1654. Мрамор. Музей искусства и культуры, Мюнстер
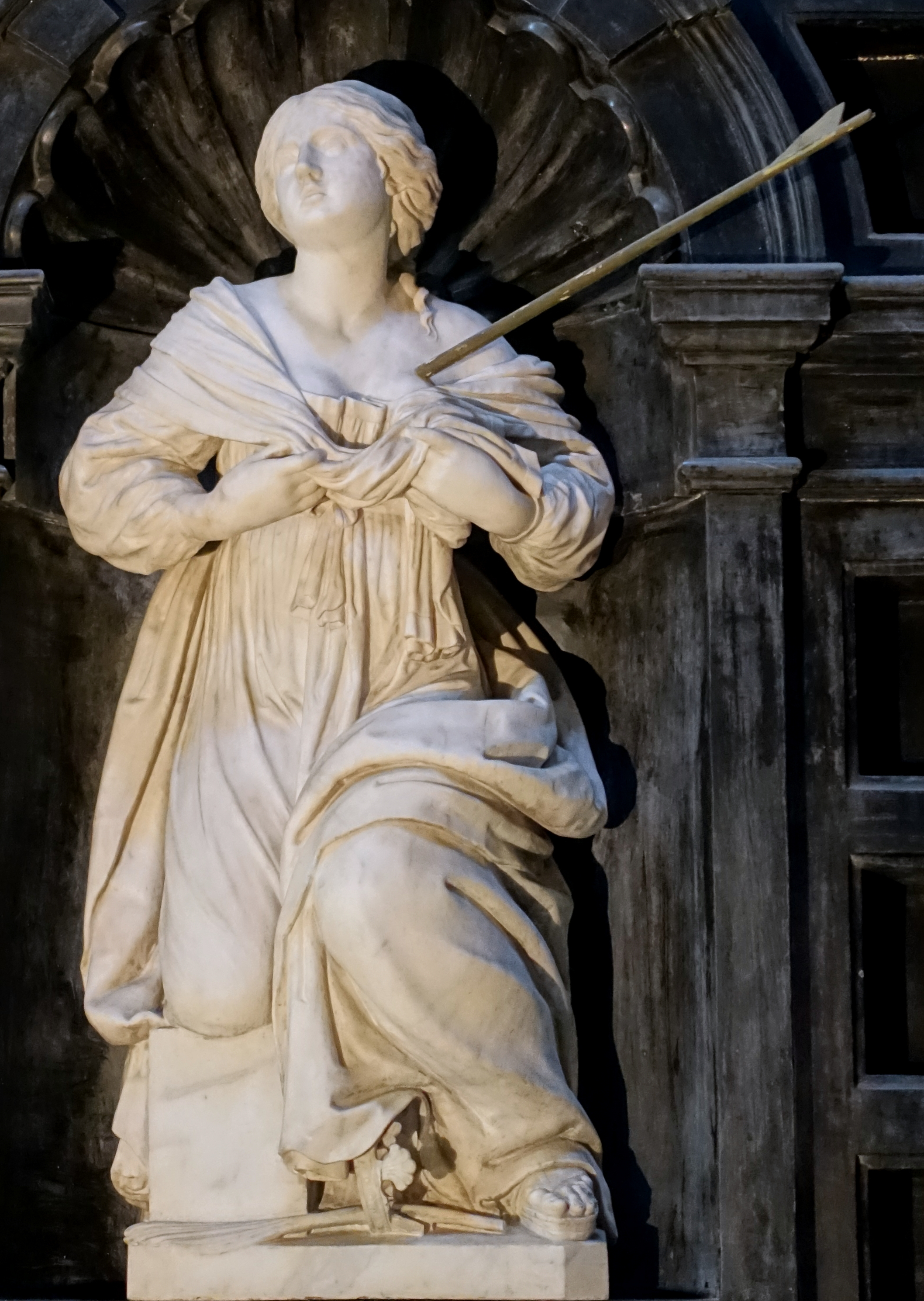
Святая Урсула. 1651—1654. Мрамор. Церковь Нотр-Дам-дю-Саблон, Брюссель
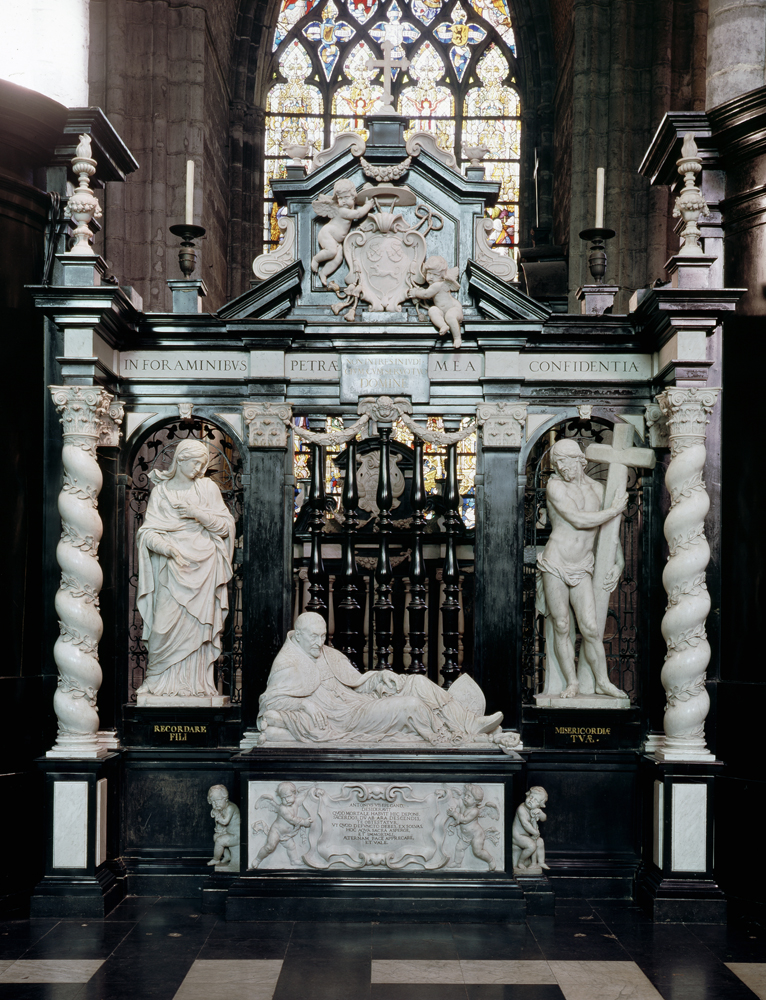
Гробница архиепископа Антония Триста. 1652—1654. Собор Святого Бавона, Гент
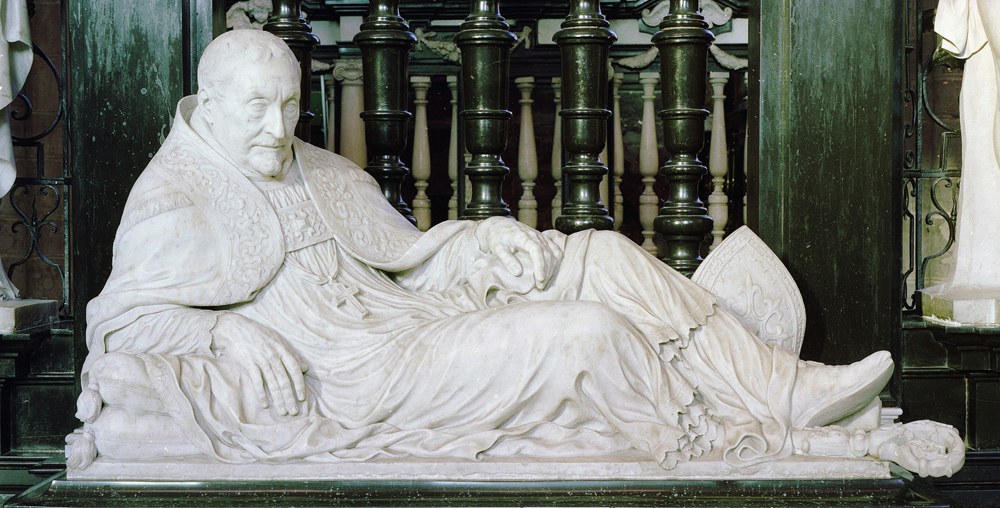
Гробница архиепископа Антония Триста. Деталь
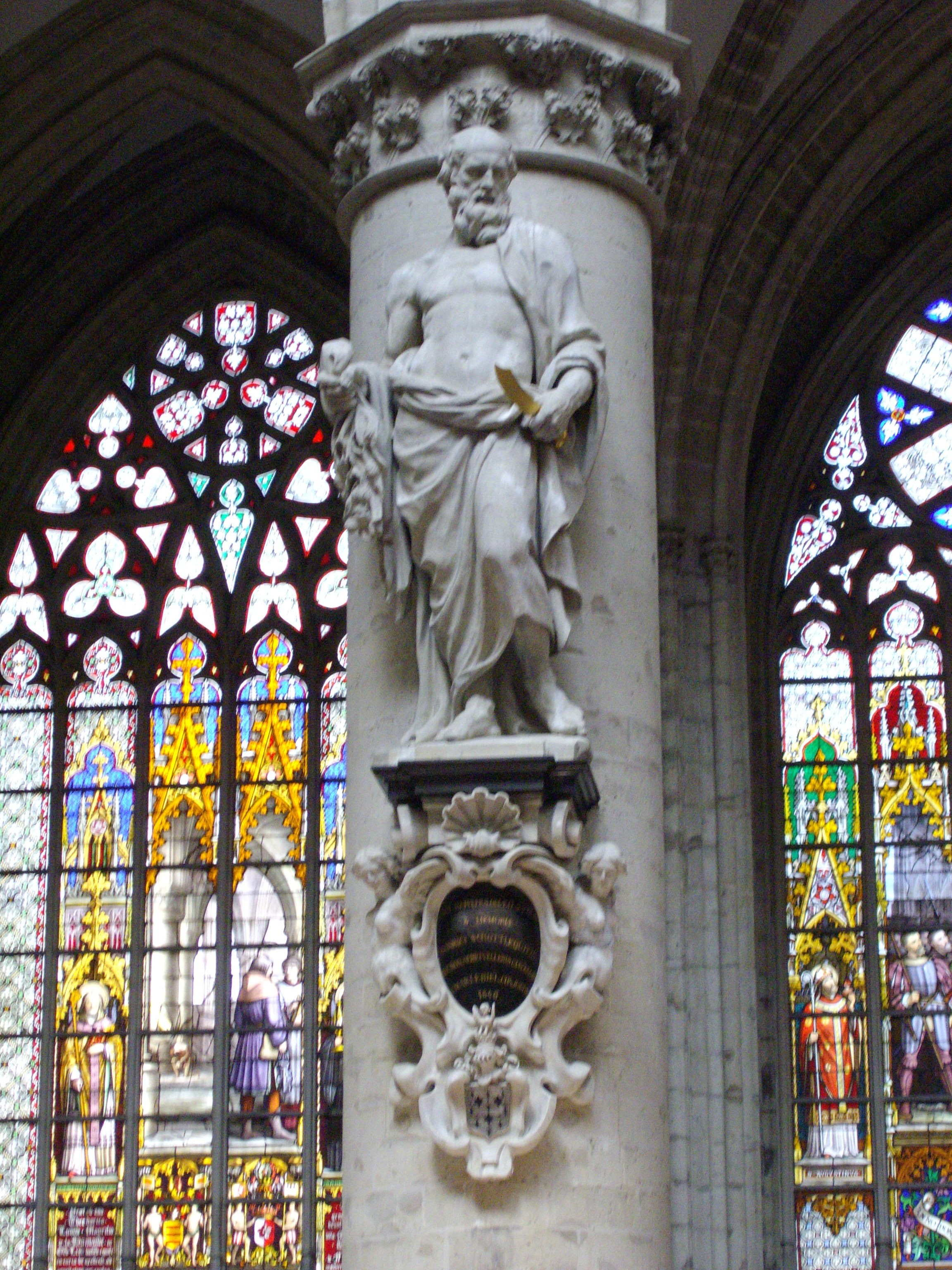
Святой Варфоломей. 1644–1646. Собор святых Михаила и Гудулы
Мёртвый Христос. 1650. Мрамор. Церковь Св. Эгидия, Гроот-Бийгарден, Бельгия
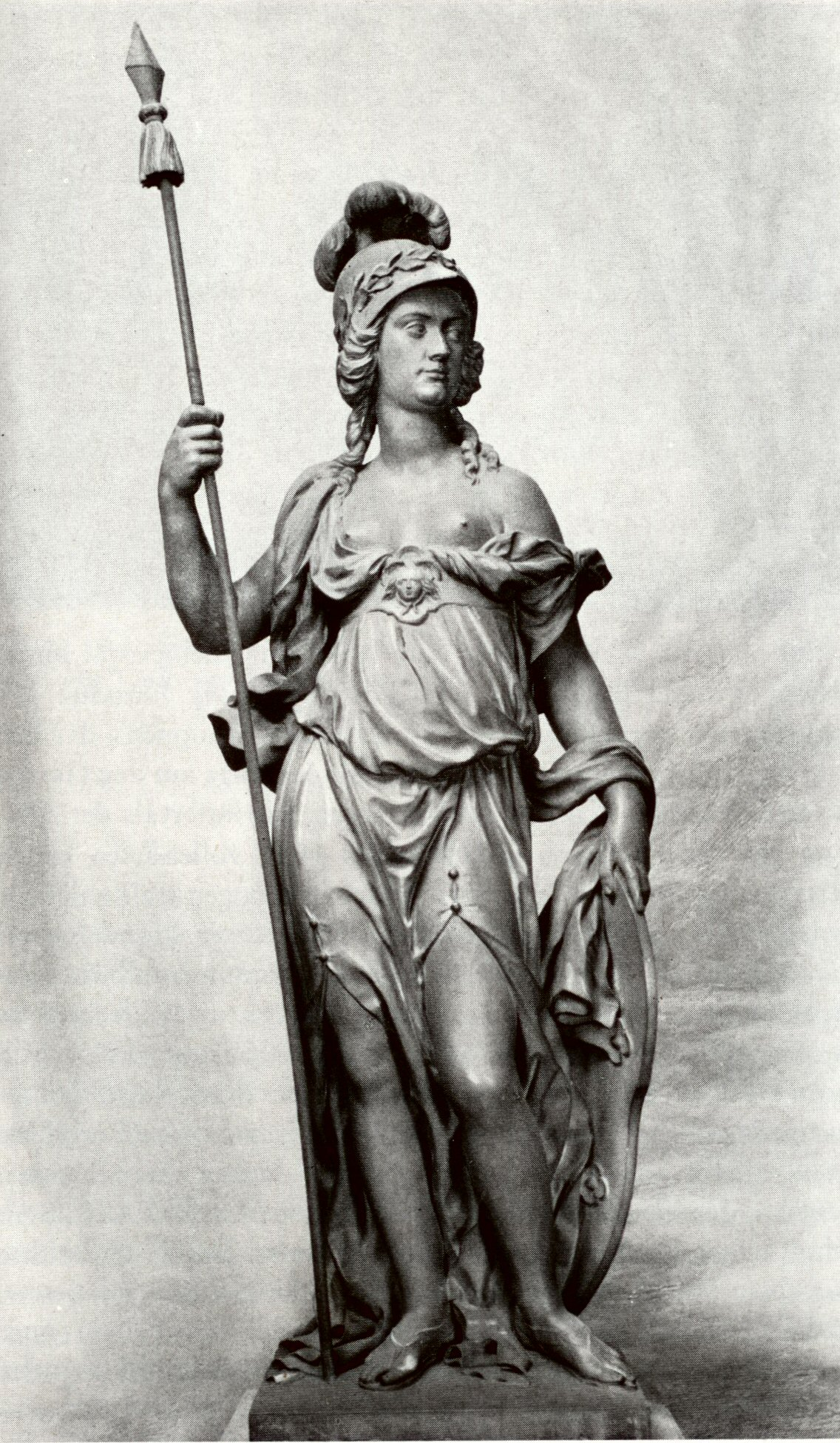
Минерва. Дворец Турн унд Таксис, Франкфурт-на-Майне